# ボウル・チャンピオンシップ・シリーズ
ボウル・チャンピオンシップ・シリーズ（Bowl Championship Series、BCS）は、アメリカ合衆国の大学アメリカンフットボール（カレッジフットボール）において、
1998年シーズンから2013年シーズンまで導入されていたシステム。ポストシーズンに開催されるボウル・ゲームのうち、特に権威ある5つのBCSボウルの対戦組合せを決定するシステムである。2005年シーズンまではBCSボウルは4つあり、そのうちの1つが持ち回りで優勝決定戦の役割を担っていたが、翌年からは優勝決定戦が独立したBCSナショナル・チャンピオンシップ・ゲームとして開催されるようになり、BCSボウルは5つに増えた。
BCSボウルの出場校は原則として、6つあるBCSカンファレンスの優勝校と、一般枠（at-large）で選ばれる4つのチームからなる。カレッジフットボールではレギュラーシーズン終了後にトーナメント形式のポストシーズンは行われず、その代わりにBCSボウルを含む各種ボウル・ゲームが行われていた。BCSボウル以外のボウル・ゲームは、人気や実力においてBCSボウルに譲る。

## BCSボウル・ゲーム
2005年シーズンまでは、以下の4つのボウルがBCSボウルとされていた。
- ローズボウル
- シュガーボウル
- フィエスタボウル
- オレンジボウル

優勝決定戦はこれらのボウル・ゲームの間で持ち回りで開催されていた。この当時の出場校は、6つのBCSカンファレンスの各カンファレンスの優勝校と、一般枠で選ばれる2つのチームである。
2006年シーズンからは上記4つのボウルに加え、優勝決定戦が独立しBCSナショナル・チャンピオンシップ・ゲームとして開催されるようになった。同ゲームは、上記4つのBCSボウルのうちの1つと同じ開催地で、約1週間後に開催される。
BCSナショナル・チャンピオンシップ・ゲームを戦うのは、レギュラーシーズン終了時点でBCSランキング第1位と第2位にランクされたチームであり、その勝者は、非公式ながらカレッジフットボールのそのシーズンの全米王者として扱われる。
テレビ放送は、ABCが放映権を保有していたローズボウルを除いて、2007年から2010年まではFOXが保有していたが、2011年から2014年はESPNが全5試合の放映権を獲得した。日本では、2010年はBCSナショナル・チャンピオンシップ・ゲームのみ日テレG+で放送されたが、2011年はESPNと提携関係にあるJ SPORTSで5試合すべてが生放送された。

## 選出方法

### チャンピオンシップゲーム
まず、BCSナショナル・チャンピオンシップ・ゲームは、BCSランキング1位と2位のチームの間で戦われる。

### BCSカンファレンス
また、以下の6つの主要カンファレンス（BCSカンファレンス）の優勝チームは、自動的にBCSボウルの出場枠を得る。
- アトランティック・コースト・カンファレンス（Atlantic Coast Conference、ACC）
- ビッグ・テン・カンファレンス（Big Ten Conference、Big Ten）
- ビッグ12カンファレンス（Big 12 Conference、Big 12）
- ビッグ・イースト・カンファレンス（Big East Conference、Big East）
- パシフィック12カンファレンス（Pacific 12 Conference、Pac-12）
- サウスイースタン・カンファレンス（Southeastern Conference、SEC）

2006年シーズンからは、各カンファレンスの優勝校の各ボウル・ゲームへの割り振りは以下の通りになる。優勝校がBCSチャンピオンシップ・ゲームに出場する場合には、その部分は一般枠として扱われる。
- ローズボウル - Big Ten優勝校 － Pac-12優勝校
- フィエスタボウル - Big 12優勝校 － 一般枠
- オレンジボウル - ACC優勝校 － 一般枠
- シュガーボウル - SEC優勝校 － 一般枠

Big Eastの優勝校は、4つの一般枠校と同じプールになる。

### 一般枠
残りの一般枠は、上記カンファレンスの優勝校以外のチームか、上記カンファレンス以外のチームに、以下の手順で割り振られる。
- 最終BCSランキング1位または2位の一般枠チームは自動的に出場枠を得る。
- 最終BCSランキング6位以内のカンファレンス無所属校、非BCSカンファレンス校は自動的に出場枠を得る。この方法で出場資格を得るチームがある場合、ノートルダム大学は9勝以上するかBCSランキングで10位以内に入ると出場資格を得る。
- 最終BCSランキング3位または4位で、他の一般枠チームよりも上位のチームは自動的に出場枠を得る。

上記のステップの途中で枠が埋まった場合には、そこまでで出場チームは決定する。最後まで枠が埋まらない場合には、ランキング12位以上で9勝以上の学校がさらに候補となる。

### BCSランキング
BCSランキングは、
- ハリス・インタラクティブのランキング
- USAトゥディのコーチの投票によるランキング
- 6つのコンピュータ・ランキング

の3種のランキングに基づいて決定される。
具体的には、3つのランキングがそれぞれ算出する割合値の単純平均が大きいチームから、BCSランキングで上位に位置づけられることとなる。

### 各ランキングの詳細
- 「ハリス・インタラクティブのランキング」は、元監督・選手などの関係者、メディア関係者などから選ばれた114名の投票パネルのメンバーがそれぞれ決定した25位までのランキングを元に計算される。各投票者について1位は25点、2位は24点、以下同様に25位の1点までを各校が得票する。1位票25点に投票人数を乗じた「満票」に対する各校の得票割合がBCSランキングの計算には用いられる。なお、投票パネルのメンバーは各カンファレンスや独立校からの300名以上の候補者から選出され、各カンファレンスや独立校を代表するメンバーとして統計的に妥当なメンバーとされている。
- 「USAトゥディのコーチの投票によるランキング」は、63名のDivision I-Aに所属するチームの監督による投票により求められる。ランキングの計算方法はハリス・インタラクティブと同様。
- 「コンピュータ・ランキング」に用いられるのは、Jeff Anderson-Chris Hester、Richard Billingsley、Wes Colley、Kenneth Massey、Jeff Sagarin、Peter Wolfeの6種である。6種類のコンピュータ・ランキングはそれぞれ独自の方法論により1位から25位までのランキングを算出し、他のランキング同様1位校に25点、2位に24点と順に続き25位には1点が割り当てられる。各校について、最高点と最低点を与えたランキングを除いた4種類のランキングの合計点が各校の得点となる。「満点」が100点となることから、得点をパーセントとしてみた値がBCSランキングの計算に用いられる。各コンピュータ・ランキングの順位算出方法の詳細は明らかにされていないが、全てのコンピュータ・ランキングにおいて対戦相手の強さを主に意味する「日程の厳しさ（Schedule Strength）」が考慮されているという。

## 歴代BCSボウルの結果
BCSナショナル・チャンピオンシップ・ゲームを除くBCSボウルの結果は以下の通り。
| シーズン | ボウル・ゲーム   | 開催日       | 開催地                                                                     | BCSランク上位校                                                                                                  | スコア         | BCSランク下位校                                                                                              | 観客動員 |
| -------- | ---------------- | ------------ | -------------------------------------------------------------------------- | --- | -------------- | --- | -------- |
| 1998年   | ローズボウル     | 1999年1月1日 | ローズボウル （カリフォルニア州パサデナ）                                  | UCLAブルーインズ （カリフォルニア大学ロサンゼルス校） Pac-10優勝 / 10勝1敗 / BCSランク5位                        | 31－38         | ウィスコンシン・バジャーズ （ウィスコンシン大学マディソン校） Big Ten同点優勝 / 10勝1敗 / BCSランク9位       | 93,872人 |
| 1998年   | シュガーボウル   | 1999年1月1日 | ルイジアナ・スーパードーム （ルイジアナ州ニューオーリンズ）                | オハイオステート・バックアイズ （オハイオ州立大学） Big Ten同点優勝 / 10勝1敗 / BCSランク4位                     | 24－14         | テキサスA&Mアギーズ （テキサスA&M大学） Big 12優勝 / 11勝2敗 / BCSランク6位                                  | 76,503人 |
| 1998年   | オレンジボウル   | 1999年1月2日 | マイアミ・オレンジボウル （フロリダ州マイアミ）                            | フロリダ・ゲイターズ （フロリダ大学） SEC / 9勝2敗 / BCSランク8位                                                | 31－10         | シラキュース・オレンジメン （シラキュース大学） Big East優勝 / 8勝3敗 / BCSランク15位                        | 67,919人 |
|          |                  |              |                                                                            | |                | |          |
| 1999年   | ローズボウル     | 2000年1月1日 | ローズボウル （カリフォルニア州パサデナ）                                  | ウィスコンシン・バジャーズ （ウィスコンシン大学マディソン校） Big Ten優勝 / 9勝2敗 / BCSランク7位                | 17－9          | スタンフォード・カーディナル （スタンフォード大学） Pac-10優勝 / 8勝3敗 / BCSランク22位                      | 93,731人 |
| 1999年   | オレンジボウル   | 2000年1月1日 | プロ・プレイヤー・スタジアム （フロリダ州マイアミガーデンズ）              | アラバマ・クリムゾンタイド （アラバマ大学） SEC優勝 / 10勝2敗 / BCSランク4位                                     | 34－35 （OT）  | ミシガン・ウルヴァリンズ （ミシガン大学） Big Ten / 9勝2敗 / BCSランク8位                                    | 70,461人 |
| 1999年   | フィエスタボウル | 2000年1月2日 | サン・デビル・スタジアム （アリゾナ州テンピ）                              | ネブラスカ・コーンハスカーズ （ネブラスカ大学リンカーン校） Big 12優勝 / 11勝1敗 / BCSランク3位                  | 31－21         | テネシー・ボランティアーズ （テネシー大学） SEC / 9勝2敗 / BCSランク5位                                      | 71,526人 |
|          |                  |              |                                                                            | |                | |          |
| 2000年   | ローズボウル     | 2001年1月1日 | ローズボウル （カリフォルニア州パサデナ）                                  | ワシントン・ハスキーズ （ワシントン大学） Pac-10同点優勝 / 10勝1敗 / BCSランク4位                                | 34－24         | パデュー・ボイラーメイカーズ （パデュー大学） Big Ten同点優勝 / 8勝4敗 / BCSランク17位                       | 94,392人 |
| 2000年   | フィエスタボウル | 2001年1月1日 | サン・デビル・スタジアム （アリゾナ州テンピ）                              | オレゴンステート・ビーバーズ （オレゴン州立大学） Pac-10同点優勝 / 10勝1敗 / BCSランク6位                        | 41－9          | ノートルダム・ファイティングアイリッシュ （ノートルダム大学） 無所属 / 9勝2敗 / BCSランク11位                | 75,428人 |
| 2000年   | シュガーボウル   | 2001年1月2日 | ルイジアナ・スーパードーム （ルイジアナ州ニューオーリンズ）                | マイアミ・ハリケーンズ （マイアミ大学） Big East優勝 / 10勝1敗 / BCSランク3位                                    | 37－20         | フロリダ・ゲイターズ （フロリダ大学） SEC優勝 / 10勝2敗 / BCSランク7位                                       | 64,407人 |
|          |                  |              |                                                                            | |                | |          |
| 2001年   | フィエスタボウル | 2002年1月1日 | サン・デビル・スタジアム （アリゾナ州テンピ）                              | コロラド・バッファローズ （コロラド大学ボルダー校） Big 12優勝 / 10勝2敗 / BCSランク3位                          | 16－38         | オレゴン・ダックス （オレゴン大学） Pac-10優勝 / 10勝1敗 / BCSランク4位                                      | 74,118人 |
| 2001年   | シュガーボウル   | 2002年1月1日 | ルイジアナ・スーパードーム （ルイジアナ州ニューオーリンズ）                | イリノイ・ファイティングイライナイ （イリノイ大学アーバナ・シャンペーン校） Big Ten優勝 / 10勝1敗 / BCSランク8位 | 34－47         | LSUタイガース （ルイジアナ州立大学） SEC優勝 / 9勝3敗 / BCSランク13位                                        | 77,688人 |
| 2001年   | オレンジボウル   | 2002年1月2日 | プロ・プレイヤー・スタジアム （フロリダ州マイアミガーデンズ）              | フロリダ・ゲイターズ （フロリダ大学） SEC / 9勝2敗 / BCSランク5位                                                | 56－23         | メリーランド・テラピンズ （メリーランド大学カレッジパーク校） ACC優勝 / 10勝1敗 / BCSランク10位              | 73,640人 |
|          |                  |              |                                                                            | |                | |          |
| 2002年   | ローズボウル     | 2003年1月1日 | ローズボウル （カリフォルニア州パサデナ）                                  | ワシントンステート・クーガーズ （ワシントン州立大学） Pac-10同点優勝 / 10勝2敗 / BCSランク6位                    | 14－34         | オクラホマ・スーナーズ （オクラホマ大学） Big 12優勝 / 11勝2敗 / BCSランク7位                                | 86,848人 |
| 2002年   | シュガーボウル   | 2003年1月1日 | ルイジアナ・スーパードーム （ルイジアナ州ニューオーリンズ）                | ジョージア・ブルドッグス （ジョージア大学） SEC優勝 / 12勝1敗 / BCSランク3位                                     | 26－13         | フロリダステート・セミノールズ （フロリダ州立大学） ACC優勝 / 9勝4敗 / BCSランク14位                         | 74,269人 |
| 2002年   | オレンジボウル   | 2003年1月2日 | プロ・プレイヤー・スタジアム （フロリダ州マイアミガーデンズ）              | USCトロージャンズ （南カリフォルニア大学） Pac-10同点優勝 / 10勝2敗 / BCSランク4位                               | 38－17         | アイオワ・ホークアイズ （アイオワ大学） Big Ten同点優勝 / 11勝1敗 / BCSランク5位                             | 75,971人 |
|          |                  |              |                                                                            | |                | |          |
| 2003年   | ローズボウル     | 2004年1月1日 | ローズボウル （カリフォルニア州パサデナ）                                  | USCトロージャンズ （南カリフォルニア大学） Pac-10優勝 / 11勝1敗 / BCSランク3位                                   | 28－14         | ミシガン・ウルヴァリンズ （ミシガン大学） Big Ten優勝 / 10勝2敗 / BCSランク4位                               | 93,849人 |
| 2003年   | オレンジボウル   | 2004年1月1日 | プロ・プレイヤー・スタジアム （フロリダ州マイアミガーデンズ）              | フロリダステート・セミノールズ （フロリダ州立大学） ACC優勝 / 10勝2敗 / BCSランク7位                             | 14－16         | マイアミ・ハリケーンズ （マイアミ大学） Big East同点優勝 / 10勝2敗 / BCSランク9位                            | 76,739人 |
| 2003年   | フィエスタボウル | 2004年1月2日 | サン・デビル・スタジアム （アリゾナ州テンピ）                              | オハイオステート・バックアイズ （オハイオ州立大学） Big Ten / 10勝2敗 / BCSランク5位                             | 35－28         | カンザスステート・ワイルドキャッツ （カンザス州立大学） Big 12優勝 / 11勝3敗 / BCSランク10位                 | 73,425人 |
|          |                  |              |                                                                            | |                | |          |
| 2004年   | ローズボウル     | 2005年1月1日 | ローズボウル （カリフォルニア州パサデナ）                                  | テキサス・ロングホーンズ （テキサス大学オースティン校） Big 12 / 10勝1敗 / BCSランク4位                          | 38－37         | ミシガン・ウルヴァリンズ （ミシガン大学） Big Ten同点優勝 / 9勝2敗 / BCSランク13位                           | 93,468人 |
| 2004年   | フィエスタボウル | 2005年1月1日 | サン・デビル・スタジアム （アリゾナ州テンピ）                              | ユタ・ユーツ （ユタ大学） MWC優勝 / 11勝0敗 / BCSランク6位                                                       | 35－7          | ピッツバーグ・パンサーズ （ピッツバーグ大学） Big East同点優勝 / 8勝3敗 / BCSランク21位                      | 73,519人 |
| 2004年   | シュガーボウル   | 2005年1月3日 | ルイジアナ・スーパードーム （ルイジアナ州ニューオーリンズ）                | オーバーン・タイガース （オーバーン大学） SEC優勝 / 12勝0敗 / BCSランク3位                                       | 16－13         | バージニアテック・ホーキーズ （バージニア工科大学） ACC優勝 / 10勝2敗 / BCSランク8位                         | 77,349人 |
|          |                  |              |                                                                            | |                | |          |
| 2005年   | フィエスタボウル | 2006年1月2日 | サン・デビル・スタジアム （アリゾナ州テンピ）                              | オハイオステート・バックアイズ （オハイオ州立大学） Big Ten同点優勝 / 9勝2敗 / BCSランク4位                      | 34－20         | ノートルダム・ファイティングアイリッシュ （ノートルダム大学） 無所属 / 9勝2敗 / BCSランク6位                 | 76,196人 |
| 2005年   | シュガーボウル   | 2006年1月2日 | ジョージア・ドーム （ジョージア州アトランタ）                              | ジョージア・ブルドッグス （ジョージア大学） SEC優勝 / 10勝2敗 / BCSランク7位                                     | 35－38         | ウェストバージニア・マウンテニアーズ （ウェストバージニア大学） Big East優勝 / 10勝1敗 / BCSランク11位       | 74,458人 |
| 2005年   | オレンジボウル   | 2006年1月3日 | ドルフィンズ・スタジアム （フロリダ州マイアミガーデンズ）                  | ペンステート・ニタニーライオンズ （ペンシルベニア州立大学） Big Ten同点優勝 / 10勝1敗 / BCSランク3位             | 26－23 （3OT） | フロリダステート・セミノールズ （フロリダ州立大学） ACC優勝 / 8勝4敗 / BCSランク22位                         | 77,912人 |
|          |                  |              |                                                                            | |                | |          |
| 2006年   | ローズボウル     | 2007年1月1日 | ローズボウル （カリフォルニア州パサデナ）                                  | ミシガン・ウルヴァリンズ （ミシガン大学） Big Ten / 11勝1敗 / BCSランク3位                                       | 18－32         | USCトロージャンズ （南カリフォルニア大学） Pac-10同点優勝 / 10勝2敗 / BCSランク5位                           | 93,852人 |
| 2006年   | フィエスタボウル | 2007年1月1日 | ユニバーシティ・オブ・ フェニックス・スタジアム （アリゾナ州グレンデール） | ボイシーステート・ブロンコス （ボイシ州立大学） WAC優勝 / 12勝0敗 / BCSランク8位                                 | 43－42 （OT）  | オクラホマ・スーナーズ （オクラホマ大学） Big 12優勝 / 11勝2敗 / BCSランク10位                               | 73,719人 |
| 2006年   | オレンジボウル   | 2007年1月2日 | ドルフィン・スタジアム （フロリダ州マイアミガーデンズ）                    | ルイビル・カーディナルス （ルイビル大学） Big East優勝 / 11勝1敗 / BCSランク6位                                  | 24－13         | ウェイクフォレスト・デーモンディーコンズ （ウェイクフォレスト大学） ACC優勝 / 11勝2敗 / BCSランク14位        | 74,470人 |
| 2006年   | シュガーボウル   | 2007年1月3日 | ルイジアナ・スーパードーム （ルイジアナ州ニューオーリンズ）                | LSUタイガース （ルイジアナ州立大学） SEC / 10勝2敗 / BCSランク4位                                                | 41－14         | ノートルダム・ファイティングアイリッシュ （ノートルダム大学） 無所属 / 10勝2敗 / BCSランク11位               | 77,781人 |
|          |                  |              |                                                                            | |                | |          |
| 2007年   | ローズボウル     | 2008年1月1日 | ローズボウル （カリフォルニア州パサデナ）                                  | USCトロージャンズ （南カリフォルニア大学） Pac-10同点優勝 / 10勝2敗 / BCSランク7位                               | 49－17         | イリノイ・ファイティングイライナイ （イリノイ大学アーバナ・シャンペーン校） Big Ten / 9勝3敗 / BCSランク13位 | 93,923人 |
| 2007年   | シュガーボウル   | 2008年1月1日 | ルイジアナ・スーパードーム （ルイジアナ州ニューオーリンズ）                | ジョージア・ブルドッグス （ジョージア大学） SEC / 10勝2敗 / BCSランク5位                                         | 41－10         | ハワイ・レインボーウォリアーズ （ハワイ大学マノア校） WAC優勝 / 12勝0敗 / BCSランク10位                      | 74,383人 |
| 2007年   | フィエスタボウル | 2008年1月2日 | ユニバーシティ・オブ・ フェニックス・スタジアム （アリゾナ州グレンデール） | オクラホマ・スーナーズ （オクラホマ大学） Big 12優勝 / 11勝2敗 / BCSランク4位                                    | 28－48         | ウェストバージニア・マウンテニアーズ （ウェストバージニア大学） Big East同点優勝 / 10勝2敗 / BCSランク9位    | 70,016人 |
| 2007年   | オレンジボウル   | 2008年1月3日 | ドルフィン・スタジアム （フロリダ州マイアミガーデンズ）                    | バージニアテック・ホーキーズ （バージニア工科大学） ACC優勝 / 11勝2敗 / BCSランク3位                             | 21－24         | カンザス・ジェイホークス （カンザス大学） Big 12 / 11勝1敗 / BCSランク8位                                    | 74,111人 |
|          |                  |              |                                                                            | |                | |          |
| 2008年   | ローズボウル     | 2009年1月1日 | ローズボウル （カリフォルニア州パサデナ）                                  | USCトロージャンズ （南カリフォルニア大学） Pac-10優勝 / 11勝1敗 / BCSランク5位                                   | 38－24         | ペンステート・ニタニーライオンズ （ペンシルベニア州立大学） Big Ten同点優勝 / 11勝1敗 / BCSランク8位         | 93,293人 |
| 2008年   | オレンジボウル   | 2009年1月1日 | ドルフィン・スタジアム （フロリダ州マイアミガーデンズ）                    | シンシナティ・ベアキャッツ （シンシナティ大学） Big East優勝 / 11勝2敗 / BCSランク12位                           | 7－20          | バージニアテック・ホーキーズ （バージニア工科大学） ACC優勝 / 9勝4敗 / BCSランク19位                         | 73,602人 |
| 2008年   | シュガーボウル   | 2009年1月2日 | ルイジアナ・スーパードーム （ルイジアナ州ニューオーリンズ）                | アラバマ・クリムゾンタイド （アラバマ大学） SEC / 12勝1敗 / BCSランク4位                                         | 17－31         | ユタ・ユーツ （ユタ大学） MWC優勝 / 12勝0敗 / BCSランク6位                                                   | 71,872人 |
| 2008年   | フィエスタボウル | 2009年1月5日 | ユニバーシティ・オブ・ フェニックス・スタジアム （アリゾナ州グレンデール） | テキサス・ロングホーンズ （テキサス大学オースティン校） Big 12 / 11勝1敗 / BCSランク3位                          | 24－21         | オハイオステート・バックアイズ （オハイオ州立大学） Big Ten同点優勝 / 10勝2敗 / BCSランク10位                | 72,047人 |
|          |                  |              |                                                                            | |                | |          |
| 2009年   | ローズボウル     | 2010年1月1日 | ローズボウル （カリフォルニア州パサデナ）                                  | オレゴン・ダックス （オレゴン大学） Pac-10優勝 / 10勝2敗 / BCSランク7位                                          | 17－26         | オハイオステート・バックアイズ （オハイオ州立大学） Big Ten優勝 / 10勝2敗 / BCSランク8位                     | 93,963人 |
| 2009年   | シュガーボウル   | 2010年1月1日 | ルイジアナ・スーパードーム （ルイジアナ州ニューオーリンズ）                | シンシナティ・ベアキャッツ （シンシナティ大学） Big East優勝 / 12勝0敗 / BCSランク3位                            | 24－51         | フロリダ・ゲイターズ （フロリダ大学） SEC / 12勝1敗 / BCSランク5位                                           | 65,207人 |
| 2009年   | フィエスタボウル | 2010年1月4日 | ユニバーシティ・オブ・ フェニックス・スタジアム （アリゾナ州グレンデール） | TCUホーンドフロッグス （テキサスクリスチャン大学） MWC優勝 / 12勝0敗 / BCSランク4位                              | 10－17         | ボイシーステート・ブロンコス （ボイシ州立大学） WAC優勝 / 13勝0敗 / BCSランク6位                             | 73,227人 |
| 2009年   | オレンジボウル   | 2010年1月5日 | ランドシャーク・スタジアム （フロリダ州マイアミガーデンズ）                | ジョージアテック・イエロージャケッツ （ジョージア工科大学） ACC優勝 / 11勝2敗 / BCSランク9位                     | 14－24         | アイオワ・ホークアイズ （アイオワ大学） Big Ten / 10勝2敗 / BCSランク10位                                    | 66,131人 |
|          |                  |              |                                                                            | |                | |          |
| 2010年   | ローズボウル     | 2011年1月1日 | ローズボウル （カリフォルニア州パサデナ）                                  | TCUホーンドフロッグス （テキサスクリスチャン大学） MWC優勝 / 12勝0敗 / BCSランク3位                              | 21－19         | ウィスコンシン・バジャーズ （ウィスコンシン大学マディソン校） Big Ten同点優勝 / 11勝1敗 / BCSランク5位       | 94,118人 |
| 2010年   | フィエスタボウル | 2011年1月1日 | ユニバーシティ・オブ・ フェニックス・スタジアム （アリゾナ州グレンデール） | オクラホマ・スーナーズ （オクラホマ大学） Big 12優勝 / 11勝2敗 / BCSランク7位                                    | 48－20         | コネチカット・ハスキーズ （コネチカット大学） Big East同点優勝 / 8勝4敗 / BCSランク外                        | 67,232人 |
| 2010年   | オレンジボウル   | 2011年1月3日 | サンライフ・スタジアム （フロリダ州マイアミガーデンズ）                    | スタンフォード・カーディナル （スタンフォード大学） Pac-10 / 11勝1敗 / BCSランク4位                              | 40－12         | バージニアテック・ホーキーズ （バージニア工科大学） ACC優勝 / 11勝2敗 / BCSランク13位                        | 65,453人 |
| 2010年   | シュガーボウル   | 2011年1月4日 | ルイジアナ・スーパードーム （ルイジアナ州ニューオーリンズ）                | オハイオステート・バックアイズ （オハイオ州立大学） Big Ten同点優勝 / 11勝1敗 / BCSランク6位[※]                  | 31－26         | アーカンソー・レイザーバックス （アーカンソー大学） SEC / 10勝2敗 / BCSランク8位                             | 73,879人 |
|          |                  |              |                                                                            | |                | |          |
| 2011年   | ローズボウル     | 2012年1月2日 | ローズボウル （カリフォルニア州パサデナ）                                  | オレゴン・ダックス （オレゴン大学） Pac-12優勝 / 11勝2敗 / BCSランク5位                                          | 45－38         | ウィスコンシン・バジャーズ （ウィスコンシン大学マディソン校） Big Ten優勝 / 11勝2敗 / BCSランク10位          | 91,245人 |
| 2011年   | フィエスタボウル | 2012年1月2日 | ユニバーシティ・オブ・ フェニックス・スタジアム （アリゾナ州グレンデール） | オクラホマステート・カウボーイズ （オクラホマ州立大学） Big 12優勝 / 11勝1敗 / BCSランク3位                      | 41－38 （OT）  | スタンフォード・カーディナル （スタンフォード大学） Pac-12 / 11勝1敗 / BCSランク4位                          | 69,927人 |
| 2011年   | シュガーボウル   | 2012年1月3日 | メルセデス・ベンツ・ スーパードーム （ルイジアナ州ニューオーリンズ）       | バージニアテック・ホーキーズ （バージニア工科大学） ACC / 11勝2敗 / BCSランク11位                                | 20－23 （OT）  | ミシガン・ウルヴァリンズ （ミシガン大学） Big Ten / 10勝2敗 / BCSランク13位                                  | 64,512人 |
| 2011年   | オレンジボウル   | 2012年1月4日 | サンライフ・スタジアム （フロリダ州マイアミガーデンズ）                    | ウェストバージニア・マウンテニアーズ （ウェストバージニア大学） Big East同点優勝 / 9勝3敗 / BCSランク8位         | 70－33         | クレムソン・タイガース （クレムソン大学） ACC優勝 / 10勝3敗 / BCSランク15位                                  | 67,563人 |
|          |                  |              |                                                                            | |                | |          |
| 2012年   | ローズボウル     | 2013年1月1日 | ローズボウル （カリフォルニア州パサデナ）                                  | スタンフォード・カーディナル （スタンフォード大学） Pac-12優勝 / 11勝2敗 / BCSランク6位                          | 20－14         | ウィスコンシン・バジャーズ （ウィスコンシン大学マディソン校） Big Ten優勝 / 8勝5敗 / BCSランク外             | 93,359人 |
| 2012年   | オレンジボウル   | 2013年1月1日 | サンライフ・スタジアム （フロリダ州マイアミガーデンズ）                    | フロリダステート・セミノールズ （フロリダ州立大学） ACC優勝 / 11勝2敗 / BCSランク12位                            | 31－10         | ノーザンイリノイ・ハスキーズ （北イリノイ大学） MAC優勝 / 12勝1敗 / BCSランク15位                            | 72,073人 |
| 2012年   | シュガーボウル   | 2013年1月2日 | メルセデス・ベンツ・ スーパードーム （ルイジアナ州ニューオーリンズ）       | フロリダ・ゲイターズ （フロリダ大学） SEC / 11勝1敗 / BCSランク3位                                               | 23－33         | ルイビル・カーディナルス （ルイビル大学） Big East同点優勝 / 10勝2敗 / BCSランク21位                         | 54,178人 |
| 2012年   | フィエスタボウル | 2013年1月3日 | ユニバーシティ・オブ・ フェニックス・スタジアム （アリゾナ州グレンデール） | オレゴン・ダックス （オレゴン大学） Pac-12 / 11勝1敗 / BCSランク4位                                              | 35－17         | カンザスステート・ワイルドキャッツ （カンザス州立大学） Big 12同点優勝 / 11勝1敗 / BCSランク5位              | 70,242人 |
|          |                  |              |                                                                            | |                | |          |
| 2013年   | ローズボウル     | 2014年1月1日 | ローズボウル （カリフォルニア州パサデナ）                                  | ミシガンステート・スパルタンズ （ミシガン州立大学） Big Ten優勝 / 12勝1敗 / BCSランク4位                         | 24－20         | スタンフォード・カーディナル （スタンフォード大学） Pac-12優勝 / 11勝2敗 / BCSランク5位                      | 95,173人 |
| 2013年   | フィエスタボウル | 2014年1月1日 | ユニバーシティ・オブ・ フェニックス・スタジアム （アリゾナ州グレンデール） | ベイラー・ベアーズ （ベイラー大学） Big 12優勝 / 11勝1敗 / BCSランク6位                                          | 42－52         | UCFナイツ （セントラルフロリダ大学） AAC優勝 / 11勝1敗 / BCSランク15位                                       | 65,172人 |
| 2013年   | シュガーボウル   | 2014年1月2日 | メルセデス・ベンツ・ スーパードーム （ルイジアナ州ニューオーリンズ）       | アラバマ・クリムゾンタイド （アラバマ大学） SEC / 11勝1敗 / BCSランク3位                                         | 31－45         | オクラホマ・スーナーズ （オクラホマ大学） Big 12 / 10勝2敗 / BCSランク11位                                   | 70,473人 |
| 2013年   | オレンジボウル   | 2014年1月3日 | サンライフ・スタジアム （フロリダ州マイアミガーデンズ）                    | オハイオステート・バックアイズ （オハイオ州立大学） Big Ten / 12勝1敗 / BCSランク7位                             | 35－40         | クレムソン・タイガース （クレムソン大学） ACC / 10勝2敗 / BCSランク12位                                      | 72,080人 |

※  オハイオステートは2011年7月、NCAAの規定に違反する行為があったとして、2010年シーズンに挙げた全ての勝利を剥奪された。